# Alexander Berzin
Alexander Berzin (Paterson, 1944. december 10. –) amerikai tudós, fordító, és a tibeti buddhizmus tanítója.

## Élete
Berzin az amerikai Paterson (New Jersey) városban született. Alapfokú diplomát szerzett 1965-ben a Rutgers Egyetem keleti tudományok tanszékén. Mester diplomát 1967-ben, doktorit pedig öt évvel később szerzett a Harvard Egyetemen a távol-keleti nyelvek (kínai), illetve szanszkrit és indiai tudományok tanszékén.
Legfontosabb tanítója Censab Szerkong Rinpocse volt, aki a 14. Dalai Lama asszisztens tanítója volt korábban. Berzin served as the Dalai Lama's archivist and occasionally his interpreter.
Berzin a felsőfokú tanulmányai után 29 évet töltött el Indiában, először a Fulbright-program tudósaként, majd a kanadai állam hivatalos fordítóirodájának (Translation Bureau) tett szolgálatokat. Indiai tartózkodása során alapos ismereteket szerzett a tibeti buddhizmus négy nagy hagyományában, miközben legfőbb tanítói Censap Szerkong Rinpocse, és Gese Ngawang Dhargyej voltak. Az ő felügyeletük mellett végezte el a gelug rend legfőbb meditációs elvonulásait.
Kilenc éven át volt Censab Szerkong Rinpocse fő tolmácsa, akit elkísért külföldi útjai során. Néhány alkalommal magának a 14. dalai lámának is fordított, illetve a tibeti spirituális vezető néhány külföldi utazásában is ellátott szervezői feladatokat. Ezek között szerepelt a Csernobili katasztrófa áldozatainak szervezett tibeti orvosi segítségnyújtás, alapvető fontosságú buddhista szövegek hétköznapi mongol nyelvre történő átültetése a mongol buddhizmus újbóli felélesztése végett, illetve a buddhizmus és az iszlám közötti dialógus kezdeményezése az arab világ egyetemein. 1980-tól a világot járta, hogy előadásokat tartson egyetemeken és buddhista központokban. Több mint 70 országba látogatott el, köztük Magyarországra is.
1998-ban Berzin visszatért Nyugatra és az idejének legjavát a kiadatlan írásainak szentelte. 2011-ben publikálta az írásait a studybuddhism.com weboldalon, amelyet aztán az Oxfordi Egyetem saját maga számára is archivált.
Berzin jelenleg Berlinben él, és a németországi Tibet Ház tanácsadó testületének, valamint a thaiföldi Mahidol Egyetem vallástudományi karának a Buddhista-Muszlim Megértés Nemzetközi Központjának a tagja.

## Művei
- (John Bray társszerkesztője) Kuleshov, Nikolai S. Russia’s Tibet File. Dharamsala: Library of Tibetan Works and Archives, 1996. ISBN 8186470050
- (A 14. dalai láma társszerzője, fordítója, és szerkesztője), The Gelug/Kagyu Tradition of Mahamudra. Ithaca, Snow Lion, 1997. ISBN 9781559399302
- Taking the Kalachakra Initiation. Ithaca: Snow Lion, 1997. ISBN 1559390840. Újranyomtatva: Introduction to the Kalachakra Initiation. Ithaca: Snow Lion, 2010. ISBN 9781559397384
- Developing Balanced Sensitivity. Ithaca: Snow Lion, 1998. ISBN 9781559399937[11]
- Kalachakra and Other Six-Session Yoga Texts. Ithaca: Snow Lion, 1998. ISBN 9781559399968
- Relating to a Spiritual Teacher: Building a Healthy Relationship. Ithaca, Snow Lion, 2000. ISBN 9781559399838. Reprinted as Wise Teacher, Wise Student: Tibetan Approaches to a Healthy Relationship. Ithaca: Snow Lion, 2012[12][13][14]
- "A Buddhist View of Islam" in Islam and Interfaith Relations: The Gerald Weisfeld Lectures 2006 (Perry Schmidt-Leukel and Lloyd Ridgeon, eds.). London: SCM Press, 2007, 187–203. ISBN 9780334041320
- "The Sources of Happiness According to Buddhism" in Glück (Andre Holenstein, Ruth Meyer Schweizer, Pasqualina Perrig-Chiello, Peter Rusterholz, Christian von Zimmermann, Andreas Wagner, Sara Margarita Zwahlen, eds.). Bern, Stuttgart, Wien, Haupt Verlag, 2011, 41–52. ISBN 9783258076898

### Magyarul
- A buddhista tantra / Az üresség természete; Magyarországi Nyingmapa Közösség–A Tan Kapuja Buddhista Egyház, Budapest, 1996 (Dharma-füzetek)